# باکلان جزیره هرد
باکلان جزیره هرد(نام علمی: Leucocarbo nivalis) نام یک گونه از سرده باکلان‌های سفید است.